# Augusto Akio
Augusto Akio (Curitiba, 12 de diciembre de 2000) es un deportista brasileño que compite en skateboarding, en la modalidad de parque. Participó en los Juegos Olímpicos de París 2024, obteniendo una medalla de bronce en la prueba individual.

## Palmarés internacional
| Juegos Olímpicos | Juegos Olímpicos | Juegos Olímpicos  | Juegos Olímpicos |
| Año              | Lugar            | Medalla           | Prueba           |
| ---------------- | ---------------- | ----------------- | ---------------- |
| 2024             | París (Francia)  | Medalla de bronce | Parque           |